# Šaktizam
Šaktizam (Sanskrit: Śāktaḥ, doslovno „doktrina energije, moći, večne Boginje”) jedna je od glavnih tradicija hinduizma,
pri čemu se metafizička stvarnost metaforički smatra ženskom, a Adi Parašakti vrhovnim. To uključuje razne Boginje, sve smatrane aspektima iste vrhovne Boginje. Šaktizam ima različite podtradicije, u rasponu od onih usredsređenih na milostivog Parvatija do žestoke Kali, a neke šaktijske podtradicije povezuju svoju Boginju sa Šivom ili Brahmom ili Višnuom.
Hinduistički tekstovi Šruti i Smriti važan su istorijski okvir tradicije šaktizma. Pored toga, šaktizam poštuje tekstove Devi Mahatmija, Devi-Bagavata Purana, Mahabagvata Purana i Šakta Upanišade kao što je Devi Upanišad. Posebno se smatra da je Devi Mahatmija u šaktizmu podjednako važan kao i Bagavad Gita.
Šaktizam je poznat po različitim podtradicijama Tantre, kao i po galaksiji Boginja sa odgovarajućim sistemima. Sastoji se od Vidijapita i Kulamarga. Panteon Boginje u šaktizmu narastao je nakon pada budizma u Indiji, gde su hinduističke i budističke boginje kombinovane da bi postale Mahavidija, spisak od deset Boginja. Najčešći aspekti Devija koji su pronađeni u šaktizmu uključuju Durgu, Kali, Amba, Sarasvati, Lakšmi, Parvati i Tripurasundari. Tradicija orijentisana prema boginji posebno je popularna u Zapadnom Bengalu, Odiši, Asamu, Tripuri, Kumaonu, Mitili (Severni Bihar) i Nepalu i susednim regionima koje je proslavljaju kroz festivale kao što je Durga Puja. Ideje šaktizma uticale su na višnuizam i tradiciju šivizma, pri čemu se Boginjom smatra Šakti od Višnu i Šive respektivno, a odaje joj se počast prevashodno u mnogim hinduističkim hramovima i festivalima.

## Literatura
- Bhattacharyya, N. N. (1996) [1974]. History of the Sakta Religion (2nd изд.). New Delhi: Munshiram Manoharlal Publishers.
- Bhattacharyya, N. N. (1977) [1970]. The Indian Mother Goddess (2nd изд.). New Delhi: South Asia Books.
- Brooks, Douglas Renfrew (1990). The Secret of the Three Cities: An Introduction to Hindu Shakta Tantrism. Chicago: The University of Chicago Press. ISBN 978-0-226-07569-3.
- Brooks, Douglas Renfrew (1992). Auspicious Wisdom: The Texts and Traditions of Srividya Shakta Tantrism in South India. Albany: State University of New York Press. ISBN 978-0-7914-1146-9.
- Brown, C. MacKenzie (1991). The Triumph of the Goddess: The Canonical Models and Theological Issues of the Devi-Bhagavata Purana. SUNY Series in Hindu Studies. State University of New York Press. ISBN 978-0-7914-0364-8.
- Brown, C. Mackenzie (1998). The Devi Gita: The Song of the Goddess: A Translation, Annotation and Commentary. Albany: State University of New York Press. ISBN 978-0-7914-3940-1.
- Dasgupta, S (1996). Journal of the Indian Musicological Society. 27–28. Indian Musicological Society.
- Dempsey, Corinne G. (2006). The Goddess Lives in Upstate New York: Breaking Convention and Making Home at a North American Hindu Temple. New York: Oxford University Press.
- Dikshitar, V. R. Ramachandra (1999) [1942]. The Lalita Cult. Delhi: Motilal Banarsidass Publishers Pvt. Ltd.
- Fell McDermett, Rachel (1998). „The Western Kali”.  Ур.: Hawley, John; Wulff, Donna Marie. Devi: Goddesses of India. Motilal Banarsidass. ISBN 978-81-208-1491-2.
- Hawley, John Stratton (1998). „The Goddess in India”.  Ур.: Hawley, John; Wulff, Donna Marie. Devi: Goddesses of India. Motilal Banarsidass. ISBN 978-81-208-1491-2.
- Joshi, M. C. (2002). „Historical and Iconographical Aspects of Shakta Tantrism”.  Ур.: Harper, Katherine; Brown, Robert L. The Roots of Tantra. Albany: State University of New York Press. ISBN 978-0-7914-5305-6.
- Kali, Davadatta (2003). In Praise of the Goddess: The Devimahatmya and Its Meaning. Berwick, ME: Nicolas-Hays, Inc.
- Kapoor, Subodh (2002) [1925]. A Short Introduction to Sakta Philosophy. New Delhi: Indigo Books.
- Kinsley, David (1987). Hindu Goddesses: Visions of the Divine Feminine in the Hindu Religious Tradition. Motilal Banarsidass. ISBN 978-81-208-0394-7.
- Kinsley, David (1998). Tantric Visions of the Divine Feminine: The Ten Mahavidyas. Motilal Banarsidass. ISBN 978-81-208-1523-0.
- Krishna Warrier, A. J. (1999) [1967]. The Sākta Upaniṣads. The Adyar Library and Research Center, Library Series. 89 (3rd. изд.). Chennai: Vasanta Press.
- McDaniel, June (n.d). „Bengali Shakta”. Countries and Their Cultures. Advameg, Inc.
- Nikhilananda, Swami (2000) [1942]. The Gospel of Sri Ramakrishna (9th изд.). New York: Ramakrishna-Vivekananda Center.
- Pattanaik, Devdutt (2000). Devi the Mother-Goddess: An Introduction. Mumbai: Vakils, Feffer and Simons Ltd.
- Pechilis, Karen (2004). The Graceful Guru: Hindu Female Gurus in India and the United States. New York: Oxford University Press.
- Subramuniyaswami, Satguru Sivaya (2002) [1999]. Merging with Siva: Hinduism's Contemporary Metaphysics (2nd изд.). Hawaii: Himalayan Academy. ISBN 978-0-945497-99-8.
- White, David Gordon (2003). Kiss of the Yogini: "Tantric Sex" in its South Asian Contexts. Chicago: University of Chicago Press. ISBN 978-0-226-89483-6.
- Woodroffe, Sir John (1951) [1927]. Sakti and Sakta: Essays and Addresses on the Shâkta Tantrashâstra. Ganesh & Company. ISBN 978-1-60620-145-9.
- Yadav, Neeta (2001). Ardhanārīśvara in Art and Literature. New Delhi: D. K. Printworld (P) Ltd.
- Foulston, Lynn; Abbott, Stuart (2009). Hindu Goddesses: Beliefs and Practices. Sussex Academic Press. ISBN 978-1-902210-43-8.
- Bolon, Carol Radcliffe (1992). Forms of the Goddess Lajja Gauri in Indian Art. University Park, PA: Penn State University Press.
- Erndl, Kathleen M. (1992). Victory to the Mother: The Hindu Goddess of Northwest India in Myth, Ritual, and Symbol. New York: Oxford University Press.
- Johnsen, Linda (2002). The Living Goddess: Reclaiming the Tradition of the Mother of the Universe. Yes International. ISBN 978-0-936663-28-9.
- Joshi, L. M. (1998). Lalita Sahasranama: A Comprehensive Study of the One Thousand Names of Lalita Maha-tripurasundari. New Delhi: D.K. Printworld (P) Ltd.
- C Mackenzie Brown (1990). The Triumph of the Goddess: The Canonical Models and Theological Visions of the Devi-Bhagavata Purana. State University of New York Press. ISBN 978-0-7914-0364-8.
- Cheever Mackenzie Brown (1998). The Devi Gita: The Song of the Goddess: A Translation, Annotation, and Commentary. State University of New York Press. ISBN 978-0-7914-3939-5.
- Coburn, Thomas B. (1991). Encountering the Goddess: A translation of the Devi-Mahatmya and a Study of Its Interpretation. State University of New York Press. ISBN 9780791404461.
- Coburn, Thomas B. (2002). Devī Māhātmya, The Crystallization of the Goddess Tradition. South Asia Books. ISBN 978-81-208-0557-6.
- Foulston, Lynn; Abbott, Stuart (2009). Hindu Goddesses: Beliefs and Practices. Sussex Academic Press. ISBN 978-1-902210-43-8.
- John Stratton Hawley; Donna Marie Wulff (1998). Devi: Goddesses of India. Motilal Banarsidass. ISBN 978-81-208-1491-2.
- Hiltebeitel, Alf; Erndl, Kathleen M. (2000). Is the Goddess a Feminist?: The Politics of South Asian Goddesses. New York University Press. ISBN 978-0-8147-3619-7.
- Kali, Davadatta (2003). In Praise of the Goddess: The Devimahatmya and Its Meaning. Motilal Banarsidass. ISBN 9788120829534.
- Manna, Sibendu, Mother Goddess, Chaṇḍī, Punthi Pustak, Calcutta, India. 1993.  978-81-85094-60-1.
- McDaniel, June (2004). Offering Flowers, Feeding Skulls. Oxford University Press. ISBN 978-0-19-534713-5.
- Jyotir Maya Nanda (1994). Mysticism of the Devi Mahatmya Worship of the Divine Mother. South Miami, Fla: Yoga Research Foundation. ISBN 978-0-934664-58-5.
- Pintchman, Tracy (2005). Guests at God's Wedding: Celebrating Kartik among the Women of Benares. State University of New York Press. ISBN 978-0-7914-6595-0.
- Pintchman, Tracy (2014). Seeking Mahadevi: Constructing the Identities of the Hindu Great Goddess. State University of New York Press. ISBN 978-0-7914-9049-5.
- Pintchman, Tracy (2015). The Rise of the Goddess in the Hindu Tradition. State University of New York Press. ISBN 978-1-4384-1618-2.
- Rocher, Ludo (1986). The Puranas. Otto Harrassowitz Verlag. ISBN 978-3447025225.
- Sarma, S. A. (2001). Kena Upanisad: A Study From Sakta Perspective. Mumbai: Bharatiya Vidya Bhavan.
- Shankarnarayanan, S. (2002b) [1971]. Sri Chakra (4th изд.). Chennai: Samata Books.
- Smith, Frederick M. (2006). The Self Possessed: Deity and Spirit Possession in South Asian Literature. Columbia University Press. ISBN 978-0-231-13748-5.
- Suryanarayana Murthy, C. (2000) [1962]. Sri Lalita Sahasranama with Introduction and Commentary. Mumbai: Bharatiya Vidya Bhavan.
- Urban, Hugh B. (2003). Tantra: Sex, Secrecy, Politics and Power in the Study of Religion. Berkeley: University of California Press. ISBN 978-0-520-93689-8.
- Winternitz, M. (1973) [1927]. History of Indian Literature. New Delhi.